# 정서 및 행동장애의 행동적 특성의 분류
교육심리학에서 행동 측면에서의 분류 체계는 유형별로 행동이 나타나는 정도에 따라 분류하는 체계이다. 최근에는 장애의 유형을 구분하기 위해 개발된 정신장애 진단기준 통계편람(DSM-IV-TR)(APA, 2000)의 분류 체계보다 행동적 측면에서의 분류 체계를 적용하는 경우가 더 많다. 이는 주로 행동평가를 통한 통계적인 방법을 사용하여 같은 범주에 속하는 행동들을 분류하는 방법이다.

## 행동문제의 분류
정서·행동장애의 행동 특성은 주로 크게 외현적(externalizing) 문제와 내재적(internalizing) 문제의 두 가지로 분류한다.

### 외현적 문제
먼저, 공격적이고 겉으로 드러나는 외현적인 행동문제는 거부적이고 적대적인 행동을 보이는 반항장애나, 생활과 사회적 기능을 심각하게 방해하는 반사회적 행동을 지속적으로 보이는 품행장애의 형태로 나타나는 경우가 많다(반항장애와 품행장애는 DSM-Ⅳ-TR에서 정서 및 행동장애로 진단되는 가장 보편적인 증상들에 속한다). 여기에는 때리기, 싸우기, 친구 놀리기, 소리 지르기, 반항하기, 울기, 기물 파괴, 강탈하기 등의 구체적인 행동 특성들이 속한다.
- 특성과 중재

이러한 행동은 일반 아동들에게서도 흔히 볼 수 있는 행동이지만, 행동이 지나치게 충동적으로 일어나거나 자주 발생하면 문제로 여겨져야 한다. 이러한 행동들은 일반적인 방법의 교육이나 훈육을 통해서는 변화시키기가 어렵다는 특성을 지닌다. 또한 이러한 행동들은 주위 환경으로부터 부정적인 반응을 받게 되고 이로 인해 행동이 더 악화되는 등, 상호간에 부정적인 영향을 주고받기 때문에 이들을 돕기 위해서는 아동의 행동과 환경 내의 다른 이들의 행동 간의 상호작용을 반드시 조사해야 한다. 더 나아가 품행장애와 학교생활 실패, 청소년 비행은 서로 밀접한 관계가 있는 것으로 알려져 있기 때문에, 외현적인 문제행동을 보이면서 학업 성취도 낮은 아동들에 대해서는 특별한 관심과 교육의 필요성이 강조되어야 한다.

### 내재적 문제
내재적인 행동문제는 위축된 모습, 사회적 미성숙 등을 특징으로 한다. 이는 아동기의 발달에 심각할 정도의 영향을 끼치며, 성인이 되어서도 정신 건강 측면에서 예후가 좋지 않을 경우가 많다. 발달 특성 중에서도 만족스러운 인간관계의 발달에 어려움을 보이기 때문에 사회적으로 고립되기도 한다. 함께 놀이 상대를 할 친구가 거의 없기 때문에 중요한 사회적 기술의 측면을 충족시키지 못하기도 한다. 환상, 환청, 백일몽 등에 시달리거나 신체적 고통을 느끼기도 하며, 초기의 발달기로 퇴보하는 등의 모습을 보이기도 하고, 이유 없는 우울증이 나타나기도 한다. 사회적인 위축의 증세는 장애판별을 받지 않는 정도의 한시적이며 가벼운 증세에서, 자폐나 소아조현증 등과 같이 타인과의 상호작용에 아무런 관심을 나타내지 않거나 타인이 상호작용하고자 할 때에도 반응을 나타내지 않는 등의 심각한 증세까지 다양할 수 있다.
- 특성과 중재

이러한 내재적 행동문제는 수업이나 또래의 활동을 방해하지 않는 등, 외현적 행동문제와는 다르게 잘 드러나지 않기 때문에 발견이 안 되는 경우가 많다는 것을 교사들은 항상 기억해야 한다. 내재적 행동문제를 보이는 아동을 조기에 발견하여 알맞은 service를 제공하기 위해서는 교사들의 주의 깊은 관찰과 관심이 필수적이다.

## 각 범주에 속하는 행동

### 외현적 문제
- 사물이나 사람을 향한 공격적 양상을 반복적으로 보인다.
- 과도하게 언쟁한다.
- 신체적이거나 언어적인 방법으로 다른 사람의 복종을 강요한다.
- 합리적 요청에 응하지 않는다.
- 지속적인 성질부리기의 양상을 보인다.
- 지속적인 거짓말 또는 도벽의 양상을 보인다.
- 자기-조절력의 결여 및 지나친 행동을 자주 보인다.
- 만족할만한 인간관계를 개발하고 유지하는 데 방해가 될 정도로 다른 사람이나 교사 또는 물리적 환경을 방해하는 기타 특정 행동을 보인다.

### 내재적 문제
- 슬픈 감정, 우울함, 자기-비하 감정을 보인다.
- 환청이나 환각을 경험한다.
- 특정 생각이나 의견이나 상황에서 벗어나지 못한다.
- 반복적이고 쓸모없는 행동에서 벗어나지 못한다.
- 갑자기 울거나, 자주 울거나, 특정 상황에서 전혀 예측하지 못한 비전형적인 감정을 보인다.
- 공포나 불안의 결과로 심각한 두통이나 기타 신체적인 문제(복통, 메스꺼움, 현기증, 구토)를 보인다.
- 자살에 대하여 말한다 - 자살 생각을 이야기하고 죽음에 대하여 몰두한다.
- 이전에 흥미를 보였던 활동에 대한 관심이 줄어든다.
- 과도하게 놀림을 당하거나, 언어적으로나 신체적으로 학대를 당하거나, 또래들에 의하여 무시되거나 기피된다.
- 활동 수준이 심각하게 제한된다.
- 신체적, 정서적 또는 성적 학대의 증후를 보인다.
- 만족할 만한 개인적인 관계 형성 및 유지에 방해가 될 정도의 위축, 사회적 상호작용 회피 또는 개인적인 돌봄의 결여와 같은 기타 특정 행동을 보인다.

## 각 범주에 속하는DSM-IV-TR의 장애

### 외현적 문제
- 주의집중장애/과잉행동장애
  - 부주의 유형
  - 과잉행동 충동적 유형
- 적대적 반항장애
- 품행장애

### 내면적 문제
| - 분리불안장애 - 범불안장애 - 사회적공포증 - 강박-충동장애 - 특정 공포증 - 공황장애 - 주요우울장애 - 기분부전장애기타문제 | - 선택적 함묵증 - 유뇨증 - 유분증 - 섭식장애 - 이식증 - 반추 - 수면장애 |

## 관련 자료
1. 변호걸, 성수국 (2004). 정서 및 행동장애의 이해. 문음사
2. 이상복, 이상훈 (1998). 정서ㆍ행동장애아 치료와 교육. 대구대학교출판부
3. 이소현, 박은혜 (2006). 특수아동교육. 학지사
4. 김미경, 문장원, 서은정, 윤점룡, 윤치연, 이상훈 (2007). 정서 및 행동장애아 교육. 학지사
5. Kearney, Christopher A. (2007). 정서ㆍ행동장애의 이해. 박학사